# Джеймс, Ванесса
Ванесса Джеймс (англ. Vanessa James; род. 27 сентября 1987, Скарборо, Канада) — британская, французская и канадская фигуристка, выступавшая в одиночном и парном катании. В паре с Морганом Сипре была чемпионкой Европы (2019), бронзовым призёром чемпионата мира (2018), победительницей финала Гран-при (2018) и шестикратной чемпионкой Франции (2013—2017, 2019).
Ванесса начинала карьеру одиночницей, становилась чемпионкой Великобритании (2006). После перехода в парное катание выступала с Янником Бонером, с которым победила на чемпионате Франции (2010) и участвовала в Олимпийских играх (2010). Из-за отсутствия прогресса пара распалась. Джеймс нашла нового партнёра — Моргана Сипре, в паре с ним добилась основных успехов в карьере. В 2021—2022 годах выступала за Канаду в паре с Эриком Рэдфордом.

## Личная жизнь
Ванесса Джеймс родилась в Канаде, но выросла в США. Её отец родом с Бермудских островов, что позволило Ванессе получить британский паспорт и выступать за Великобританию, хотя жила она и тренировалась в Соединённых Штатах.
В 2007 году Джеймс переехала во Францию для занятий парным фигурным катанием.
Её сестра-близнец, Мелисса Джеймс, также занимается фигурным катанием и представляет Великобританию в танцах на льду, но показывает весьма скромные результаты. Например, на чемпионате страны 2010 года Мелисса с партнёром заняли последнее, 6-е место.

## Карьера

### Одиночное катание

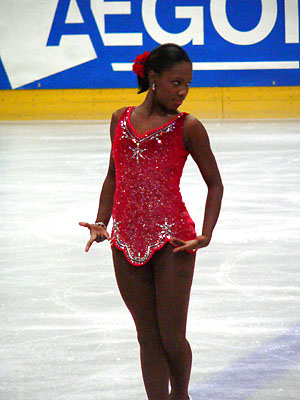
Ванесса Джеймс в качестве одиночницы на этапе юниорского Гран-при 2006 года в Нидерландах.

Изначально Ванесса Джеймс выступала за США как одиночница, но на международный уровень не выходила. В 2005 году, она, воспользовавшись наличием у себя британского подданства, перешла «под спортивный флаг» Великобритании. В 2006 году она выиграла национальный чемпионат страны в женском одиночном катании, а в 2007 году была второй. Ванесса стала первой чернокожей чемпионкой Великобритании по фигурному катанию. В 2007 году она представляла Великобританию на чемпионате мира среди юниоров и стала там 27-й.

### Парное катание
Она пробовала скататься в парном катании с британским фигуристом Хамишем Гаманом, но дуэт не сложился. После этого Ванесса вновь сменила спортивное гражданство, встав в пару с французским фигуристом Янником Бонером. В сезонах 2008—2009 и 2009—2010 они представляли Францию на международном уровне. На чемпионате Европы 2009 заняли 10-е место, а на мировом первенстве стали 12-ми, что неплохо для дебютантов. Кроме того, 12-е место чемпионата мира дало Франции право выставить одну спортивную пару на зимних Олимпийских играх в Ванкувере. Как самые сильные французские парники были отобраны для выступления на первом в истории командном чемпионате мира по фигурному катанию, где заняли пятое место из шести.
Впервые они выиграли чемпионат Франции 2010 года, а в декабре 2009 года Ванессе было предоставлено французское гражданство с тем, чтобы она могла представлять страну на Олимпийских играх.
На чемпионате Европы 2010 года заняли неплохое для себя 7-е место. На Олимпиаде были 14-ми, а на чемпионате мира повторили прошлогодний результат — 12-е место. После окончания сезона пара распалась. Ванесса пробовала скататься с Максимином Койя, с бывшей партнёршей которого, Аделин Канак, встал в пару Бонер, но эта пара не получилась. 

### Партнёрство с Морганом Сипре
В сентябре 2010 года Ванесса встала в пару с бывшим одиночником Морганом Сипре. Они не появлялись на соревнованиях в первом сезоне, так как Морган изучал парные элементы.  Восемь лет спустя Джеймс вспоминала начало их партнерства: «Я помню наш трёхдневный пробный период, и это было так весело! Он очень нервничал и говорил «Боже мой, Боже мой» каждый раз, когда он меня бросал. Я знала, что мы станем хорошими друзьями".

### 2011/2012
Джеймс и Сипре дебютировали в конце сентября 2011 года, заняв пятое место на Ondrej Nepela Memorial. Далее пара выступила на международном кубке Ниццы, где также финишировала пятой. В ноябре Ванесса и Морган дебютировали на домашнем этапе Гран-при, финишировав последними. На национальном чемпионате они заняли первое место в короткой программе и второе в произвольной, что позволило им, уступив 8,92 балла Дарье Поповой и Бруно Массо, стать вице-чемпионами страны.
На чемпионате Европы они заняли шестое место, опередив своих соотечественников почти на 12 баллов. Они получили единственное место Франции на домашнем чемпионате мира. В Ницце они попали в произвольную программу и финишировали шестнадцатыми в общем зачёте.

### 2012/2013
Джеймс / Сипре выиграли бронзовую медаль на Nebelhorn Trophy - это была их первая совместная международная медаль. Затем пара приняла участие в двух этапах гран-при: Skate America 2012, где они заняли четвертое место, и Trophée Eric Bompard 2012, где они стали шестыми. Ванесса и Морган выиграли еще одну международную медаль на NRW Trophy 2012 года, а в декабре впервые стали чемпионами своей страны.
В январе французская пара заняла четвертое место на чемпионате Европы 2013, который прошёл в Загребе. На чемпионате мира ребята впервые в карьере вошли в топ-10, став восьмыми. Благодаря их результату в Канаде Франция могла выставить две пары на Олимпийских играх 2014.

### 2013/2014: олимпийский сезон
Джеймс и Сипре, как и год назад, были распределены на этапы Гран-при в США и во Франции. Однако из-за травмы Моргана паре пришлось сняться с американского этапа. Он перенес операцию после травмы запястья и должен был избегать поддержек в течение некоторого времени. До домашнего этапа он смог восстановиться, и пара заняла пятое место. Затем они успешно защитили свой национальный титул.
На чемпионате Европы 2014 Джеймс / Сипре установили личные рекорды в обеих программах и заняли пятое место. Они вошли в заявку французской сборной на Олимпийские игры в Сочи. На Олимпийских играх пара выступила в командном турнире, исполнив короткую программу. Джеймс и Сипре заняли седьмое место, а сборная Франции не попала в произвольную программу. В личном турнире французские фигуристы замкнули десятку лучших. На чемпионате мира они, как и на Олимпиаде, заняли десятое место.

### 2014/2015
Ванесса и Морган заняли четвертое место на Nebelhorn Trophy и пятое на обоих этапах Гран-при: Skate Canada и Trophée Éric Bompard. В декабре они в третий раз стали чемпионами Франции. Затем они заняли пятое место на чемпионате Европы, который прошёл в Стокгольме. В феврале 2015 года Джеймс и Сипре стали бронзовыми призёрами Универсиады. На чемпионате мира пара заняла девятое место.

### 2015/2016
Новый сезон пара открыла в Германии на турнире Небельхорн, где оказалась с бронзовыми наградами. Далее пара выступала на этапе Гран-при Trophée Bompard, однако после коротких программ соревнования были отменены из соображений безопасности (в столице Франции произошла серия терактов). Не совсем удачно фигуристы выступили на заключительном этапе Гран-при в Нагано, где оказались на шестом месте. На европейском первенстве в Братиславе фигуристы выступили значительно лучше, чем на прошлогоднем чемпионате, заняли четвертое место и улучшили свои достижения не только в сумме, но и по баллам за произвольную программу. В середине марта спортсмены приняли тренировочное участие в Кубке Тироля в Инсбруке, где заняли второе место. В начале апреля в Бостоне на мировом чемпионате французская пара сумела пробиться в десятку лучших мировых пар и улучшила свои прежние достижения в короткой программе.

### 2016/2017
Новый предолимпийский сезон французская пара начала в Монреале на турнире Autumn Classic International, где они в сложной борьбе заняли второе место и превзошли все свои прежние спортивные достижения. В середине октября французские фигуристы выступали на этапе Гран-при в Чикаго, где на Кубке Америки заняли место в середине турнирной таблицы, при этом незначительно были улучшены достижения в короткой программе.. В середине ноября фигуристы выступили на домашнем этапе Гран-при в Париже, где на турнире Trophée de France они финишировали на третьем месте, при этом они превзошли свои прежние достижения в короткой программе. В середине декабря фигуристы приняли участие в чемпионате Франции в Кане, где пара уверенно, в очередной раз, финишировала с золотом. В конце января они выступали на европейском чемпионате в Остраве, где впервые сумели выиграть бронзовую медаль и при этом улучшили все свои прежние достижения. В конце марта французские парники появились на мировом чемпионате в Хельсинки, где замкнули восьмёрку лучших пар в мире. При этом они в сложной борьбе завоевать две путёвки для своей страны на Олимпийские игры. Через три недели после этого пара была отправлена на командный чемпионат мира, где они выступили очень прекрасно, и принесли своей команде максимальное количество баллов. При этом были улучшены все их прежние спортивные достижения.

### 2017/2018: второй олимпийский сезон
Новый олимпийский сезон французские парники начали в Монреале, где на турнире Autumn Classic International они выступили уверенно, и финишировали на первом месте. Через месяц пара выступала в серии Гран-при на канадском этапе, где они финишировали с бронзовыми медалями. В середине ноября пара выступила на домашнем этапе Гран-при, где они выиграли серебряные медали. За несколько дней до национального чемпионата Ванесса получила травму и пара пропустила чемпионат. В Москве на континентальном чемпионате в середине января пара приняла участие. Они лидировали после короткой программы однако провалили произвольную программу и финишировали рядом с пьедесталом. В начале февраля ещё до открытия Олимпийских игр в Южной Корее пара начала соревнования в командном турнире. Французская пара в Канныне особенно не выкладывалась и финишировала в середине таблице. В середине февраля 2018 года начались соревнования и в индивидуальном турнире, пара финишировала на пятом месте. Спортсмены улучшили все свои прежние спортивные достижения. На чемпионате мира в Милане пара впервые в карьере поднялась на мировой подиум, выиграв бронзовые медали.

### 2018/2019: первые большие победы
Новый сезон пара начала на турнире серии «Челленджер» Autumn Classic International, одержав уверенную победу. На этапе Гран-при в Канаде французские фигуристы впервые в карьере стали победителями этапа коммерческой серии. Через месяц пара выиграла второй этап Гран-при, который проходил дома в Гренобле. Эти результаты позволили Ванессе и Моргану впервые в карьере выйти в финал Гран-при. 
В финале после короткой программе фигуристы шли на четвёртом месте, допустив пару ошибок. Но в произвольной программе ребята собрались и выдали шикарный прокат, выполнив все свои элементы на плюсы. По итогам турнира Ванесса Джеймс и Морган Сипре впервые стали победителями финала Гран-при. В декабре пара в шестой раз победила на национальном чемпионате. 
В конце январе в Минске стартовал чемпионат Европы, на котором французская пара была главным фаворитом. И в короткой программе они оправдали это звание, став первыми, установив новый personal best и опережая ближайших преследователей на 2,65 балла. В произвольной программе Ванесса и Морган не упустили своё лидерство, выполнив, как и в финале, все заявленные элементы на плюсы. Джеймс и Сипре впервые стали чемпионами Европы, французским парам 87 лет не покорялось подобное достижение.
Вскоре пара прекратила выступления. Партнёр прекратил активные выступления. В середине апреля 2021 года появилось сообщение, что Джеймс возвращается на родину и возобновляет карьеру с бывшим французской канадским фигуристом Эриком Редфордом.
Участница 16-го сезона (2024) телевизионного шоу «Dancing on Ice», которое транслируется на ресурсах корпорации ITV — телеканалах ITV1 и STV, стриминговом сервисе ITVX.

## Программы
(с Э. Рэдфордом)
| Сезон   | Короткая программа                                 | Произвольная программа |
| ------- | -------------------------------------------------- | ---------------------- |
| 2021/22 | First Time хореографы Гийом Сизерон и Жюли Маркотт | Falling Гарри Стайлз   |

(с М. Сипре)
| Сезон     | Короткая программа | Произвольная программа | Показательные                                         |
| --------- | --- | --- | ----------------------------------------------------- |

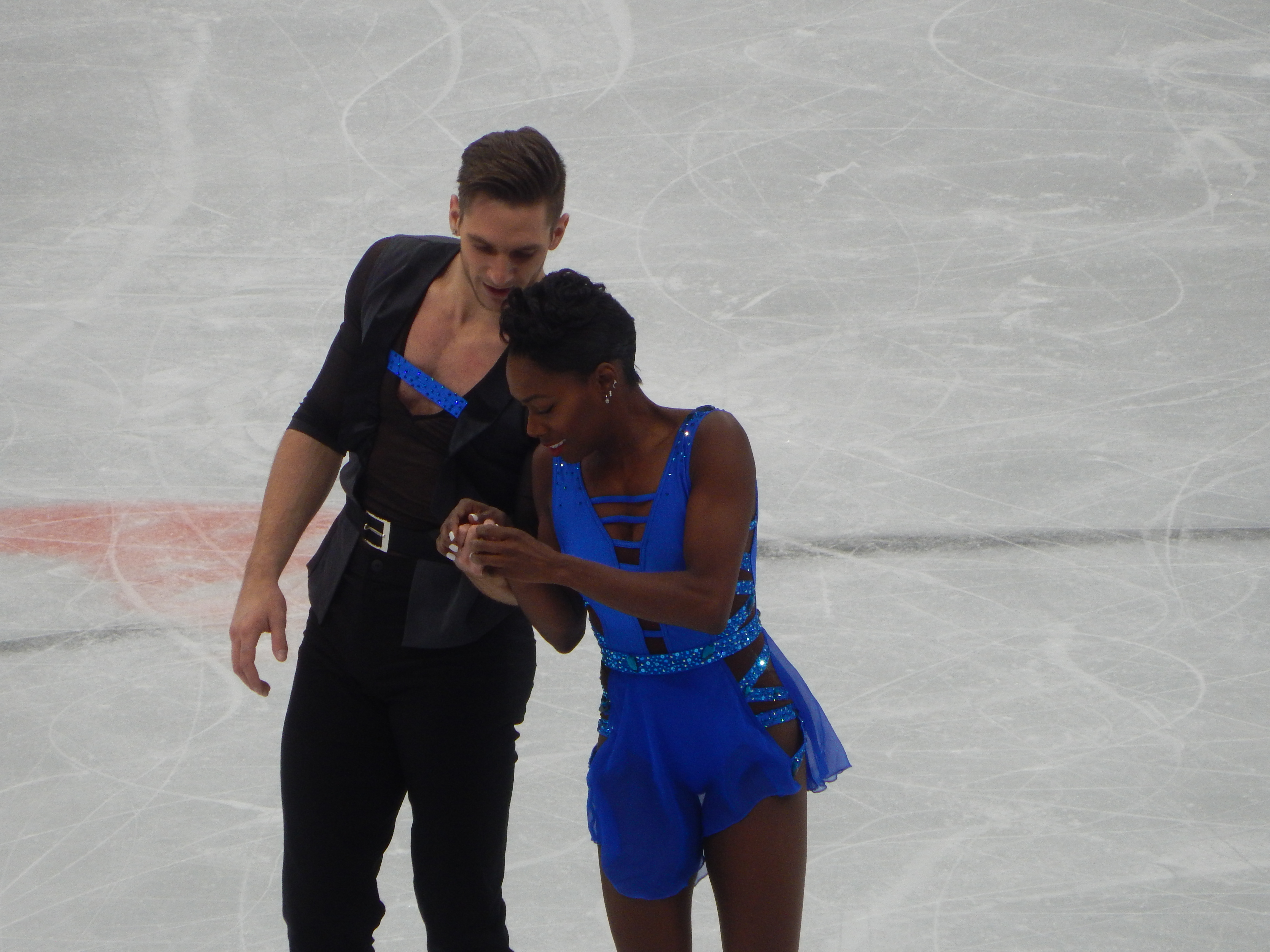
После короткой программы на чемпионате Европы 2018 в Москве

| 2018–2019 | Uninvited Аланис Мориссетт хореография Гийома Сизерона                                                                        | Wicked Game хореография Чарли Уайта                                                                                                 | The Way You Make Me Feel Black or White Майкл Джексон |
| 2017–2018 | Make It Rain Эд Ширан аранжировка Максима Родригеса                                                                           | The Sound of Silence Disturbed, Максим Родригес Say Something A Great Big World и Кристина Агилера Sense of Freedom Максим Родригес | The Way You Make Me Feel Black or White Майкл Джексон |
| 2016–17   | Earned It (саундтрек к к/ф «Пятьдесят оттенков серого») The Weeknd, Maxime Rodriguez                                          | The Sound of Silence Disturbed, Максим Родригес                                                                                     | Belle ( Notre-Dame de Paris) Рикардо Коччианте        |
| 2015–16   | I Put a Spell on You Joss Stone                                                                                               | Romeo + Juliet Craig Armstrong Romeo & Juliet Abel Korzeniowski Romeo + Juliet Craig Armstrong                                      | Scared of Lonely Beyoncé                              |
| 2014–15   | El Tango de Roxanne (из к/ф «Moulin Rouge!») Ewan McGregor, José Feliciano, Jacek Koman La cumparsita Gerardo Matos Rodríguez | Саундтрек к к/ф «Ангелы и демоны» Hans Zimmer Heaven and Hell Vangelis Requiem for a Dream Clint Mansell                            | Scared of Lonely Beyoncé                              |
| 2013–14   | Minnie the Moocher Cab Calloway Jumpin' Jack Big Bad Voodoo Daddy                                                             | Саундтрек к к/ф «Ангелы и демоны» Hans Zimmer Heaven and Hell Vangelis Requiem for a Dream Clint Mansell                            |                                                       |
| 2012–13   | Rhumba d’Amour Safri Duo | Саундтрек к к/ф «Пёрл-Харбор» Hans Zimmer                                                                                           | There You’ll Be Faith Hill                            |
| 2011–12   | El Tango de Roxanne (из к/ф «Moulin Rouge!»)                                                                                  | Nostalgia Yanni |                                                       |

(с Я. Бонером)
| Сезон   | Короткая программа                    | Произвольная программа |
| ------- | ------------------------------------- | ---------------------- |
| 2009-10 | Tango Gotan Project                   | Romeo and Juliet       |
| 2008-09 | Shine On You Crazy Diamond Pink Floyd | Romeo and Juliet       |

одиночное катание
| Сезон   | Короткая программа        | Произвольная программа        |
| ------- | ------------------------- | ----------------------------- |
| 2006-07 | Malagueña Эрнесто Лекуона | Paint it Black Rolling Stones |